# كارل إكشتاين
كارل إكشتاين (بالروسية: Экштайн, Карл)‏ هو محامي روسي وسويسري، ولد في 16 أبريل 1949 في شتوكاخ في ألمانيا.

## وصلات خارجية
- الموقع الرسمي